# Цистаденома
Цистаденома (також кістома або цистома) — різновид кістозної аденоми. У злоякісному стані називається цистаденокарцинома.

## Класифікація
Кодування ICD-O — 8440/0.

### За формою
- серозна цистаденома (8441-8442)
- папілярна цистаденома (8450-8451, 8561)
- муцинозна цистаденома (8470-8473)

### За місцем розташування
- Цистаденома жовчної протоки (8161) або жовчовивідна цистаденома — це повільно зростаюча пухлина, що виникає з жовчних протоках печінки. Наявність ендокринних клітин в пухлині також свідчить про її походження від залоз, що оточують жовчні протоки. Захворюваність становить 1-5 на 100 000 осіб. Жінки хворіють частіше, ніж чоловіки у співвідношенні 9:1. Середній вік пацієнтів — 45 років. Близько 30 % біліарної цистаденоми з часом можуть прогресувати злоякісними.[1]
- Ендометріоїдна цистаденома (8380)
- Термін муцинозна цистаденома є застарілим терміном для апендикулярної муцинозної неоплазми[2]

Термін «цистаденома» може також означати гідроцистому.